# Olga Domuladzhanova
Olga Vitalevna Domuladzhanova (en russe : Ольга Витальевна Домуладжанова) est une boxeuse russe née le 12 janvier 1969 à Tachkent et morte le 14 mai 2021. 

## Biographie
Sa carrière amateur connaît son apogée en 2001 avec des médailles d'or aux championnats du monde à Scranton et aux championnats d'Europe à Saint-Amand-les-Eaux. Elle est entre mars 2010 et sa mort directrice du centre d'entraînement des équipes nationales russes. 
Olga Domuladzhanova meurt le 14 mai 2021 à l'âge de 52 ans des suites du Covid-19.